# Aženski Vrh
Aženski Vrh je naselje v Občini Gornja Radgona.